# ENEOS Xplora
ENEOS Xplora株式会社（エネオスエクスプローラ、英: ENEOS Xplora Inc.）は、ENEOSホールディングスの主要な事業会社のひとつで、ENEOSグループにおける 石油・天然ガスの開発セグメントを担う大手石油開発企業である。旧社名はJX石油開発株式会社。

## 概要
ENEOSグループの中核を担う企業であり、マレーシア、ベトナム、UAE、カタール、インドネシア、新潟県など、世界8か国で30件以上の石油や天然ガス、それにLNGの開発・生産事業を手がける。ENEOSが石油精製、元売りという、石油業界の下流事業を担っているのに対し、上記のような石油・天然ガス田開発などの上流事業を担う事業会社である。
近年はCCSやCCUSを中心とした環境対応型事業にも力を入れており、米国でのPetra Nova CCUSプロジェクトにおいてCCSを既に商業化している世界的にも数少ない企業であるなど、脱炭素に向けた取り組みも加速している。
石油・天然ガスの生産量は日量9万5000バレルとなっており、国内のエネルギー資源開発企業としてはINPEXに次いで業界2位の生産量を誇る。

## 詳細
旧JXグループ（現・ENEOSグループ）の石油、天然ガス等の開発事業の改組に際し、新日本石油開発が、JX日鉱日石エネルギー（現・ENEOS）から石油開発事業を譲受した上で、ジャパンエナジー石油開発を吸収合併し、JX日鉱日石開発（ジェイエックスにっこうにっせきかいはつ）に商号を変更して発足した。その後、JX石油開発へと再度商号が変更され、現社名のENEOS Xploraへ至る。旧アラビア石油の資本、人員も多くがENEOS Xploraに吸収されている。
東南アジア、オセアニア地域における油田・ガス田・LNGの開発、生産プロジェクトが事業の中心となっているが、中東においてコスモ石油との共同事業による油田開発も実施しているほか、米国メキシコ湾にも油田権益を持つ。

## 沿革
- 1959年11月 - 新潟県中条油業所において、天然ガスの生産を開始。（日本鉱業）
- 1973年5月 - UAEにおいて、ムバラス油田の生産を開始。（アブダビ石油：コスモ石油との共同事業）
- 1975年11月- UAEにおいて、エル・ブンドク油田の生産を開始。（合同石油開発：コスモ石油との共同事業）
- 1991年6月 -日石アジア石油開発設立。（日本石油）
- 1996年1月 - 新潟県中条油業所において、ヨードの生産を開始。（ジャパンエナジー）
- 1997年11月 -  日本石油開発に社名変更。
- 1998年8月 - ベトナムにおいて、ランドン油田の生産を開始。（三菱石油）
- 1999年4月 - 日本石油と三菱石油が合併し、日石三菱が発足。
- 2002年6月 -  新日本石油開発に社名変更。
- 2003年11月 - マレーシアにおいて、ヘランガス田の生産を開始。
- 2008年9月 - ベトナムにおいて、フンドン油田の生産を開始。
- 2009年6月 - インドネシアにおいて、タングーLNGプロジェクトの生産を開始。
- 2010年7月 - 新日本石油開発とジャパンエナジー石油開発が合併し、JX日鉱日石開発が発足。
- 2014年4月 - パプアニューギニアにおいて、PNG LNGプロジェクトの生産を開始。
- 2016年1月1日 - JX石油開発に社名変更。
- 2017年1月 - 米国において、世界最大規模のCCUS事業であるPetra Nova CCUSプロジェクトを開始。
- 2017年6月 - マレーシアにおいて、ラヤン油ガス田の生産を開始。
- 2017年11月 - UAEにおいて、ヘイル油田の生産を開始。（アブダビ石油）
- 2023年4月27日 - 日本海洋掘削を子会社化[2][3][4]。
- 2025年1月1日 - ENEOS Xplora（エネオス エクスプローラ）に社名変更[5][6]。

## 主要事業所
- 中条油業所

新潟県胎内市の旧中条町地区に天然ガスと原油の生産拠点を所有しており、形態の異なる3つの鉱床（水溶性天然ガス・構造性天然ガス・原油）が存在する国内でも珍しい鉱区において生産を実施している。さらに、水溶性天然ガスが含まれる鹹水には、高濃度のヨウ素が含まれており、副産物としてこれを生産、販売するためのヨウ素回収プラントも備える。この鹹水は、本来は温泉用途に探鉱したものではないものの、天然ガスを分離したのちに同市内にある塩の湯温泉や総合会館西方の湯にヨード泉としてかけ流しで供給されている。
- ヒューストン（米国）

メキシコ湾の海上油田やテキサス州の陸上油田にて生産操業を行うとともに、世界最大級のCCUS事業である、Petra Nova CCUSプロジェクトを運営している。この事業は枯渇油田に火力発電所より回収した二酸化炭素を圧入することにより、二酸化炭素の排出削減と圧入効果による原油の増産を図るものであり、500万トンを超える二酸化炭素の地下圧入・貯留に成功している。
- ホーチミン（ベトナム）
- ブンタウ（ベトナム）
- クアラルンプール（マレーシア）
- ジャカルタ（インドネシア）
- ブリスベン（オーストラリア）